# ناکوره
ناکوره (به لاتین: Nakory) یک روستا در لهستان است که در گمینا سوخوژبره واقع شده‌است.